# Shire of Gnowangerup
Shire of Gnowangerup is een Local Government Area (LGA) in Australië in de staat West-Australië. Shire of Gnowangerup telde 1.215 inwoners in 2021. De hoofdplaats is Gnowangerup.